# Peter Ringtved
Peter Ringtved er en dansk direktør bosat i Esbjerg.
Ringtved var frem til 2007 økonomidirektør og medlem af direktion ved Vestfrost, hvorefter han skiftede til samme funktion ved Syddanske Medier/JydskeVestkysten. I 2014 var han på direktionsniveau med til at fusionere Syddanske Medier, Jyske Medier og Fynske Medier, hvorved landets næststørste mediekoncern, JFM, blev skabt. Har desuden været bestyrelsesmedlem i Dansk Avis Omdeling og Blika. Han sidder i dag i direktionen for JFM samtidig som han er bestyrelsesformand for Vestjysk Hydraulik (siden 2012) og bestyrelsesmedlem i Musikhuset Esbjerg.